# Trois Iles
Die Trois Iles (auch: Île de Milieu de Trois Îles, Middle Trois) sind drei winzige Motu der Seychellen im Farquhar-Atoll in den Outer Islands. Zusammen mit den Sand Trois (Banc de Trois Îles), sowie der Ile Lapin (Rabbit Island) und Grande Caye (Sable) und Dépose bilden die winzigen Motu den sichtbaren Teil des westlichen Riffsaums.

## Geographie
Die drei Motu liegen im Westen des Farquhar-Atolls zwischen der Île Lapin im Osten und Grand Caye im Südwesten.
- Trois Iles (⊙) Abmessungen: 110 × 80 m, 0,7 ha.
- Sand Trois (⊙) Abmessungen: 50 × 20 m, 0,3 ha.